# کریویه بالکی
کریویه بالکی (انگلیسی: Krivye Balki) یک شهرک در بخش پروخوروفسکی استان بلگورود کشور روسیه است.